# Клиа, Джок
Джок Клиа (англ. Jock Clear; род. 12 сентября 1963, Портсмут, Гэмпшир, Великобритания) — английский главный гоночный инженер, работающий в команде Феррари Формулы-1, где в настоящее время является тренером гонщиков для Шарля Леклера, совместно с Калумом Макдональдом для Карлоса Сайнса-младшего, которого иногда подменяет гоночный инженер Риккардо Корте. До перехода в Феррари он работал в Мерседес, где был гоночным инженером Льюиса Хэмилтона (2013-2014) и Михаэля Шумахера (2011-2012). Он также был гоночным инженером Нико Росберга (2010-2011), Рубенса Баррикелло (2006-2009), Такумы Сато (2003-2005), Жака Вильнёва (1996-2003), Дэвида Култхарда (1995) и Джонни Херберта (1994).

## Ранняя жизнь
Клиа родился в Портсмуте, Гэмпшир, посещал Портсмутскую грамматическую школу, и в 1987 году окончил Университет Хериота-Уатта (Эдинбург) со степенью в области машиностроения.
Будучи студентом Университета Хериота-Уатта, Клиа был защитником университетской команды по регби.

## Карьера
Его карьера в автоспорте началась в компании Lola Cars, где он работал инженером-конструктором, а в 1989 году он перешёл на должность руководителя отдела композитного дизайна в Бенеттон. В 1992 году он работал старшим конструктором в Лейтон Хаус, затем перешел в Лотус, где в 1994 году стал гоночным инженером Джонни Херберта. Когда в конце года Лотус распалась, он перешел в Уильямс и стал инженером Дэвида Култхарда, который выиграл в 1995 году свой первый Гран-при Португалии и занял третье место в чемпионате пилотов.
Жак Вильнёв пришел в Уильямс в 1996 году, и Клиа стал его гоночным инженером; канадец выиграл чемпионат мира в следующем году под руководством Клиа. Когда в сезоне 1999 года Вильнёв перешел в British American Racing, его инженер последовал его примеру. Эти отношения продолжались до Гран-при Японии 2003 года, когда Вильнёв ушел накануне гонки. Освободившееся место занял Такума Сато, который в своем дебюте с командой занял шестое место. Клиа работал с Сато в 2004—2005 годах, а затем с Рубенсом Баррикелло с 2006 по 2009 год. После того как в 2009 году команда стала называться Браун, Баррикелло выиграл Гран-при Европы и Италии и занял третье место в чемпионате мира.
В ноябре 2007 года Клиа был удостоен звания почетного доктора технических наук Университета Хериота-Уатта «в знак признания его выдающихся успехов в применении инженерной науки в самых сложных и конкурентных условиях и в качестве примера для подражания молодым инженерам».
В декабре 2014 года было объявлено, что Клиа подписал контракт с Феррари и перейдет в команду с сезона Формулы-1 2015 года. По состоянию на 2023 год — главный гоночный инженер Ferrari.